# Application Lifecycle Management
Application Lifecycle Management (ALM) és un procés continu de gestió de la vida d'una aplicació a través de la direcció, el desenvolupament i el manteniment. Neix com a combinació entre la Gestió i l'enginyeria del programari, possible gràcies a eines que faciliten integrar la gestió de requisits, l'arquitectura de programari, la programació d'ordinadors, les proves de programari, seguiment (Issue Tracking System) i gestió de versions (release management).

## ALM vs. Software Development Life Cycle
ALM és una perspectiva més àmplia de Software Development Life Cycle (SDLC), que es limita a les fases de desenvolupament de programari com ara requisits, disseny, codificació, proves, configuració, gestió de projectes i gestió de canvis. L'ALM continua després del desenvolupament fins que l'aplicació ja no s'utilitza i pot incloure molts SDLC.

## ALM integrat
Els processos de desenvolupament de programari moderns no es limiten als discrets pasos d'ALM/SDLC gestionat per diferents equips que utilitzen múltiples eines de diferents ubicacions. La col·laboració en temps real, l'accés al dipòsit de dades centralitzat, la visibilitat creuada d'eines i entre projectes, la millora de la monitorització i la presentació d'informes són la clau per desenvolupar programes de qualitat en menys temps.
Això ha donat lloc a la pràctica de la gestió integrada del cicle de vida de les aplicacions, o ALM integrat, on es sincronitzen totes les eines i usuaris de les eines entre si al llarg de les fases de desenvolupament d'aplicacions. Aquesta integració garanteix que tots els membres de l'equip sàpiguen qui, què, quan i per què de qualsevol canvi fet durant el procés de desenvolupament i no hi hagi sorpresa d'última hora que causin retards en el lliurament o fallida del projecte.
Els proveïdors de gestió d'aplicacions d'avui se centren més en capacitats de gestió d'API per a una millor integració d'eines de tercers que garanteixi que les organitzacions estiguin ben equipades amb un sistema de desenvolupament de programari intern que pugui integrar-se fàcilment amb qualsevol eina informàtica o ALM necessària en un projecte.
Un director d'investigació en l'empresa d'investigació Gartner va proposar canviar el terme ALM a ADLM (Application Development Life-cycle Management) per incloure DevOps, la cultura i la pràctica d'enginyeria de programari que pretén unificar el desenvolupament de programari (software development o Dev) i l'operació del programari (software operation o Ops).

## Paquets de programari ALM software suites
Alguns paquets de programari d'ALM són:
| Nom | Llançat per          |
| --- | -------------------- |
| Endevor | CA Technologies      |
| Enterprise Architect | Sparx Systems        |
| GitLab | GitLab               |
| Helix ALM | Perforce             |
| HP Application Lifecycle Management                                                                                                 | HP Software Division |
| IBM Rational Team Concert | IBM                  |
| JIRA | Atlassian            |
| Mylyn | Eclipse Foundation   |
| Parasoft DTP | Parasoft             |
| Protecode System 4 | Protecode            |
| PTC Integrity | PTC                  |
| Pulse | Genuitec             |
| Rational solution for Collaborative Lifecycle Management                                                                            | IBM                  |
| Rocket Aldon | Rocket Software      |
| SAP Solution Manager | SAP                  |
| StarTeam | Borland              |
| TeamForge | CollabNet            |
| Team Foundation Server (on-premises software) i Azure DevOps (servei en núvol) per a Visual Studio Application Lifecycle Management | Microsoft            |
| Tuleap | Enalean              |